# Formia (stacja kolejowa)
Formia (wł: Stazione di Formia) – stacja kolejowa w Formii, w regionie Lacjum, we Włoszech. Znajdują się tu 3 perony. Jest zarządzana przez Centostazioni. Rocznie obsługuje około 2,5 mln pasażerów.

## Galeria

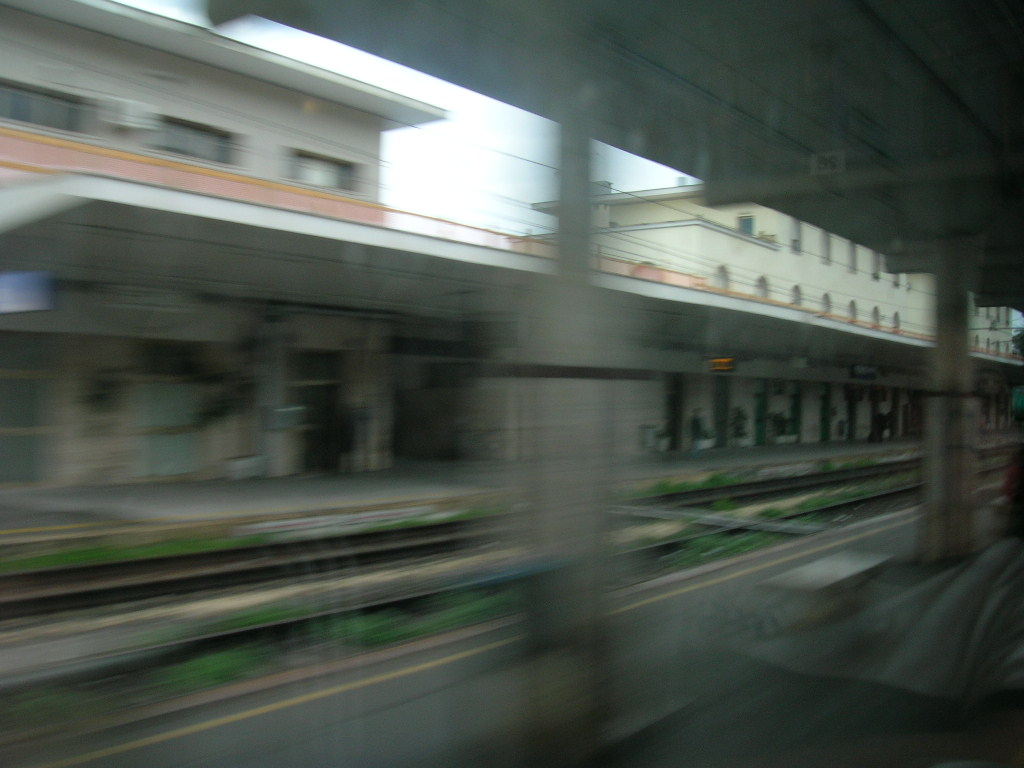
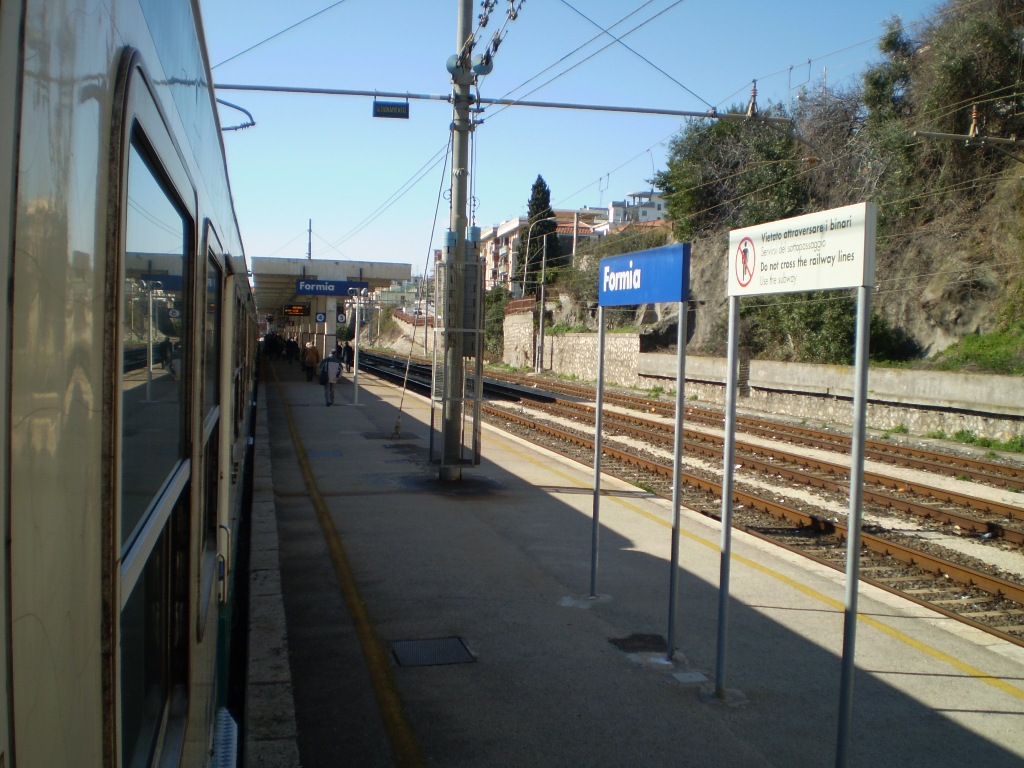
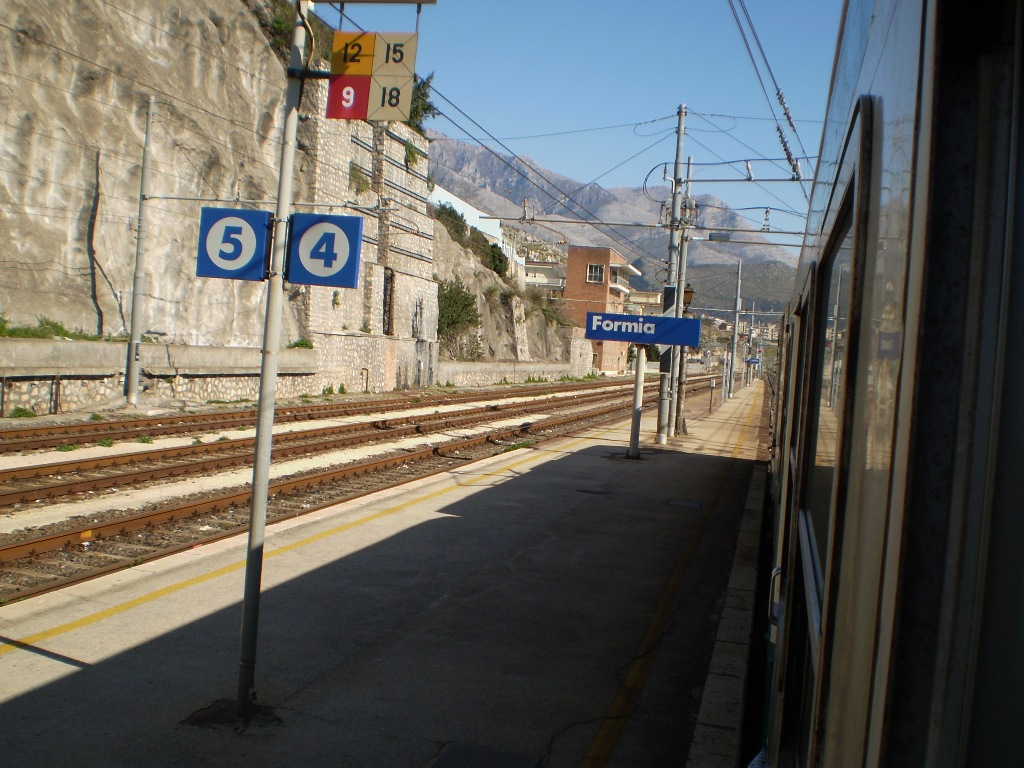
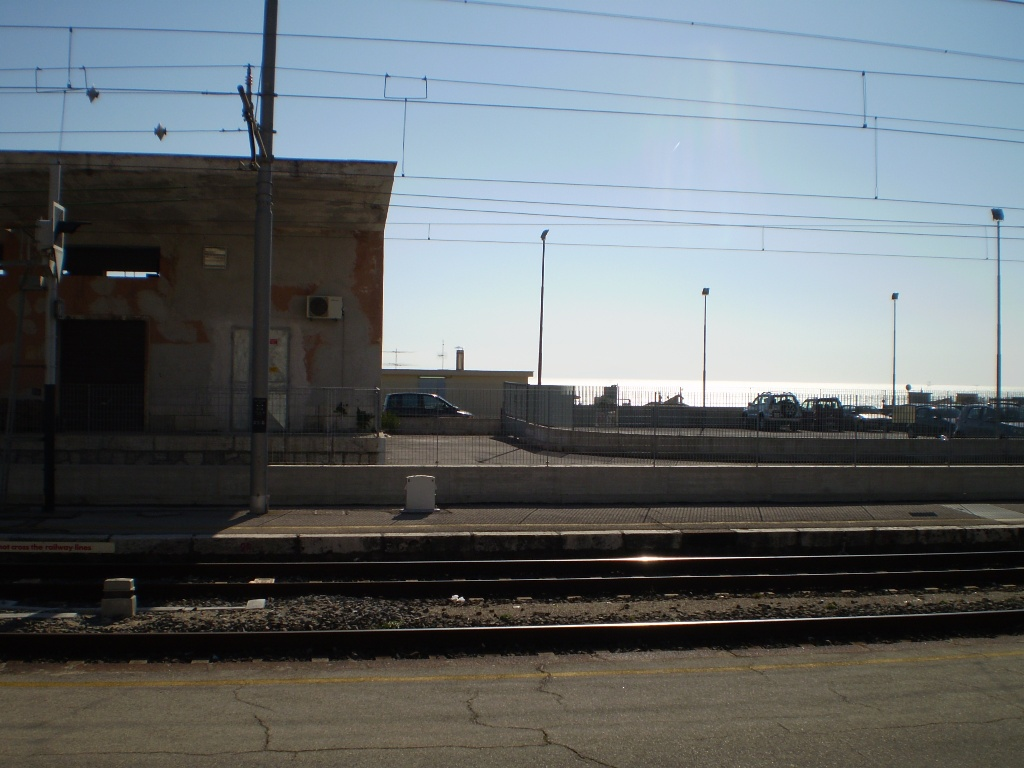